# ضبابي (مسلسل)
ضبابي (بالكورية:미스티)؛ هو مسلسل تلفزيوني كوري جنوبي من بطولة كيم نام-جو وجي جن هي، عرض في شبكة جاي تي بي سي في الفترة من 2 فبراير حتى 24 مارس 2018..

## القصة
تدور أحداث الدراما حول مذيعة أخبار شهيرة تُدعى (غو هاي ران) والتي يُشتبه بها في يوم ما بارتكابها لجريمة قتل. وزوجها (كانغ تاي ووك) والذي كان يعمل كمدعٍ عام في الماضي ويقرر أن يدافع عن زوجته. علاقة الاثنان الزوجية كانت في انحدار مؤخرا لكن بتعاملهما معا في هذه القضية يقعان الزوجان في الحب مجددا.

## المشاهات
| الموسم | الموسم | رقم الحلقة | رقم الحلقة | رقم الحلقة | رقم الحلقة | رقم الحلقة | رقم الحلقة | رقم الحلقة | رقم الحلقة | رقم الحلقة | رقم الحلقة | رقم الحلقة | رقم الحلقة | رقم الحلقة | رقم الحلقة | رقم الحلقة | رقم الحلقة | المتوسط |
| الموسم | الموسم | 1          | 2          | 3          | 4          | 5          | 6          | 7          | 8          | 9          | 10         | 11         | 12         | 13         | 14         | 15         | 16         | المتوسط |
| ------ | ------ | ---------- | ---------- | ---------- | ---------- | ---------- | ---------- | ---------- | ---------- | ---------- | ---------- | ---------- | ---------- | ---------- | ---------- | ---------- | ---------- | ------- |
|        | 1      | 0.725      | 1.101      | 0.761      | 1.029      | 1.116      | 1.510      | 1.248      | 1.322      | 1.402      | 1.720      | 1.317      | 1.428      | 1.391      | 1.820      | 1.356      | 1.715      | 1.310   |

| الحلقة | تاريخ البث     | إيه جي بي نيلسن   | إيه جي بي نيلسن |
| الحلقة | تاريخ البث     | على الصعيد الوطني | سيول            |
| ------ | -------------- | ----------------- | --------------- |
| 1      | 2 فبراير 2018  | 3.473٪ (السادس)   | 3.513٪ (الرابع) |
| 2      | 3 فبراير 2018  | 5.074٪ (الأول)    | 5.599٪ (الأول)  |
| 3      | 9 فبراير 2018  | 3.885٪ (الأول)    | 4.003٪ (الأول)  |
| 4      | 10 فبراير 2018 | 4.789٪ (الثاني)   | 5.342٪ (الأول)  |
| 5      | 16 فبراير 2018 | 5.390٪ (الثاني)   | 5.960٪ (الأول)  |
| 6      | 17 فبراير 2018 | 7.081٪ (الأول)    | 7.832٪ (الأول)  |
| 7      | 23 فبراير 2018 | 5.965٪ (الأول)    | 6.356٪ (الأول)  |
| 8      | 24 فبراير 2018 | 6.324٪ (الأول)    | 7.141٪ (الأول)  |
| 9      | 2 مارس 2018    | 6.908٪ (الأول)    | 6.870٪ (الأول)  |
| 10     | 3 مارس 2018    | 7.693 ٪ (الأول)   | 8.465٪ (الأول)  |
| 11     | 9 مارس 2018    | 6.658٪ (الأول)    | 7.352٪ (الثاني) |
| 12     | 10 مارس 2018   | 6.868٪ (الثاني)   | 6.926٪ (الأول)  |
| 13     | 16 مارس 2018   | 7.467٪ (الأول)    | 7.821٪ (الأول)  |
| 14     | 17 مارس 2018   | 8.058٪ (الأول)    | 8.266٪ (الأول)  |
| 15     | 23 مارس 2018   | 7.266٪ (الأول)    | 7.713٪ (الأول)  |
| 16     | 24 مارس 2018   | 8.452٪ (الأول)    | 8.938٪ (الأول)  |
| المعدل | المعدل         | 6.334٪            | 6.756٪          |

## الانتاج
- عُقدت القراءة الأولى للسيناريو في أكتوبر 2017 في مبنى JTBC في سانجام دونغ.[7]
- في هذا المسلسل يظهر الموسيقي ايم تاي كيونغ على التلفزيون كممثل لأول مرة.[8][9]
- بدأ التصوير في كوريا الجنوبية في أكتوبر 2017. ثم غادر الطاقم والممثلون الرئيسيون إلى تايلاند في نوفمبر للتصوير لمدة أسبوع هناك.[1][10]

## روابط خارجية
ضبابي على موقع IMDb (الإنجليزية)
- ضبابي على موقع نتفليكس (الإنجليزية)
- ضبابي على موقع كينوبويسك (الروسية)
- ضبابي على موقع قاعدة بيانات الفيلم (الإنجليزية)